# Capeia arraiana

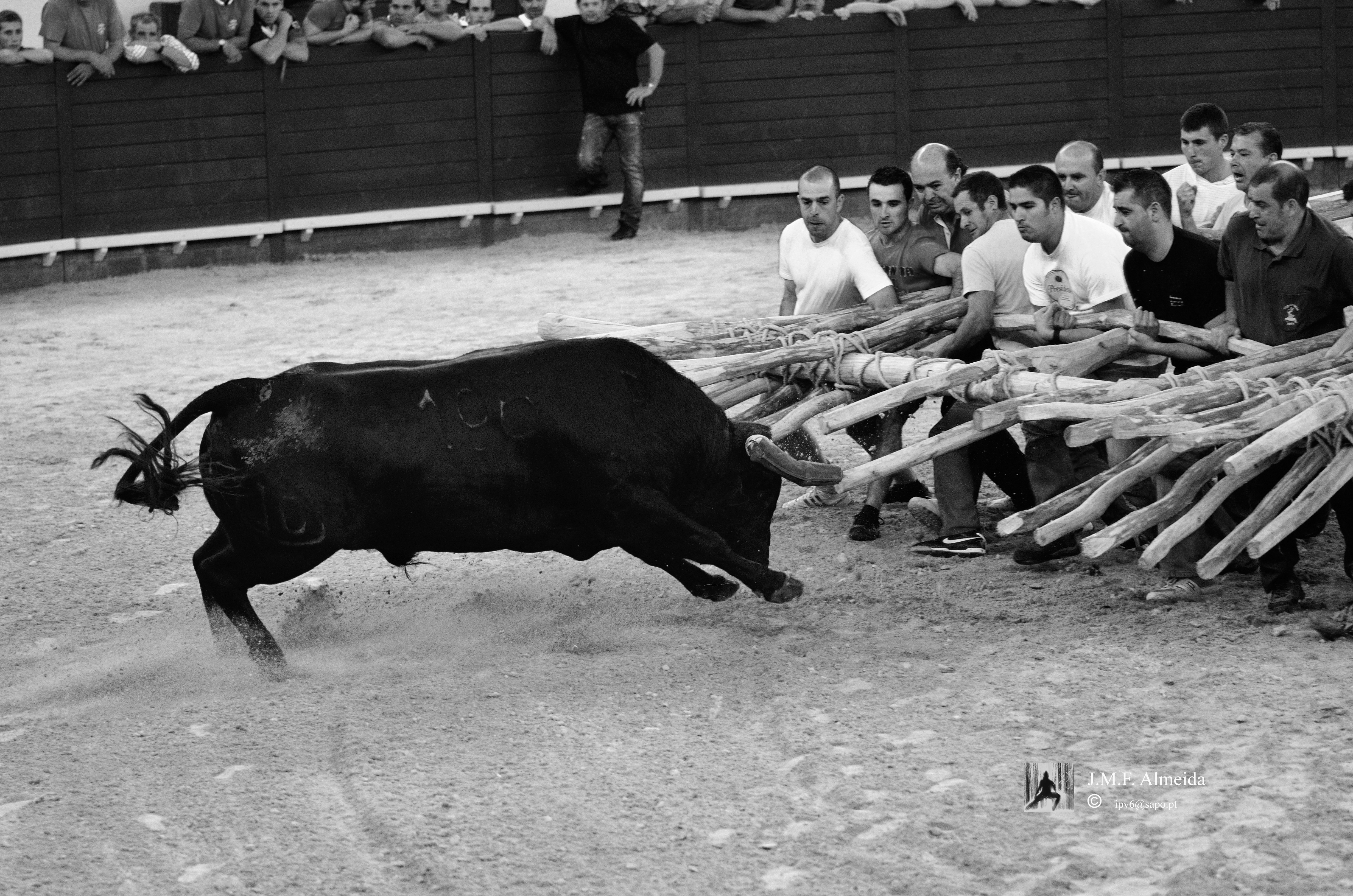
A "lide" do touro com o forcão.

A capeia arraiana é uma corrida de touros originária das terras de Ribacôa, aldeias da raia (fronteira com Espanha). 
A Capeia Arraiana constituiu o primeiro registo do catálogo nacional do património cultural imaterial. Considerada património etnográfico, a capeia arraiana é conhecida por ser uma tourada com características únicas no Mundo.

## História
A origem da Capeia Arraiana não está bem determinada no tempo, sendo conhecida pela tradição oral e pela memória colectiva das populações do concelho. A referência escrita mais antiga remonta a 1886 no conto "Uma Corrida de Toiros no Sabugal" do escritor Abel Botelho e em 1893 há já referências à Capeia com a utilização do Forcão.
A Capeia terá tido origem no "pagamento" que os ganadeiros da província espanhola de Salamanca fariam anualmente às aldeias de Ribacôa, cedendo por um dia algumas vacas bravas, pelos prejuízos causados pelo gado que atravessava a raia, invadindo os lameiros e hortos. A própria palavra virá do castelhano capea, relacionada com o acto de tourear com uma capa.

## Rituais da Capeia Arraiana

### Ir buscar os touros

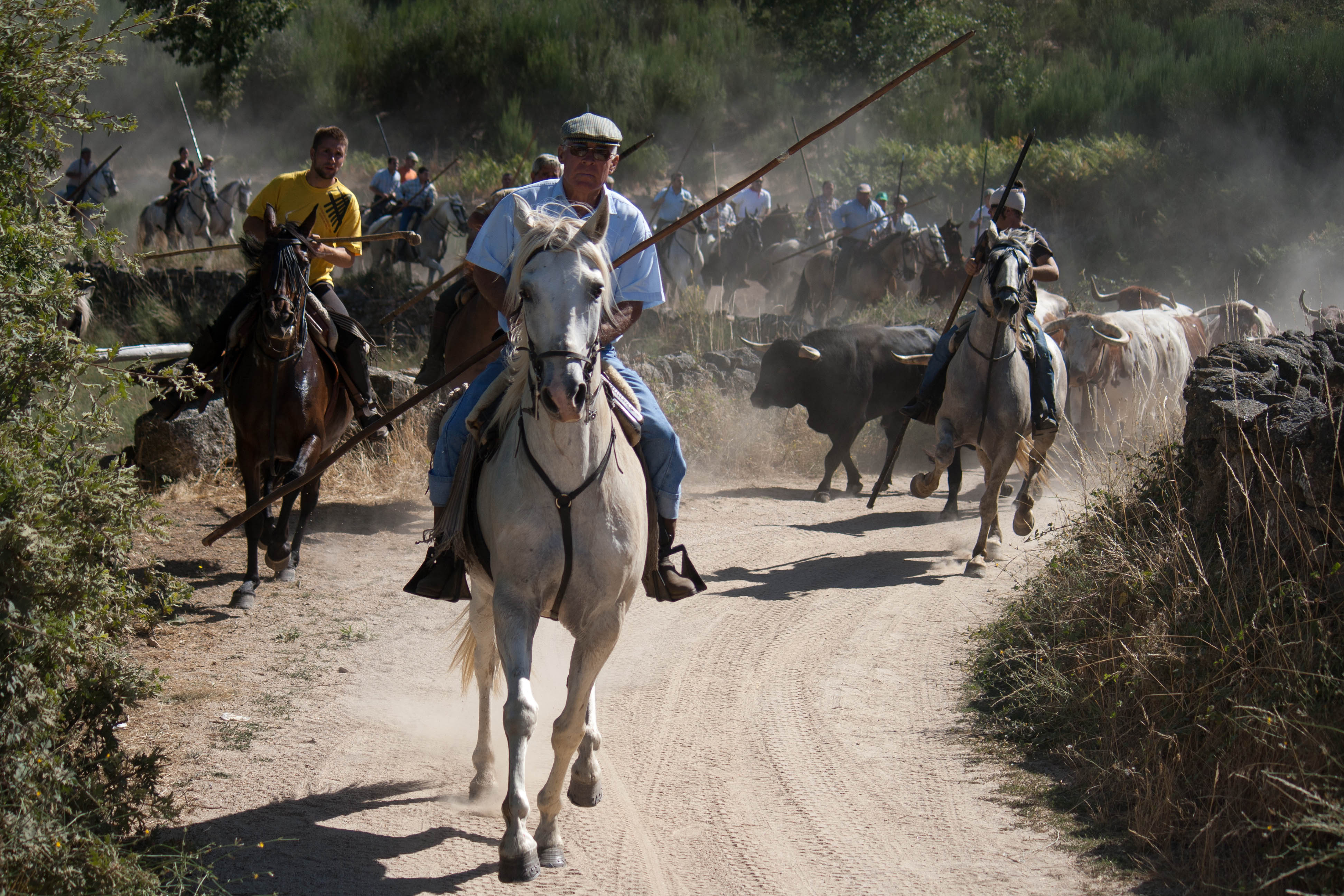
Ir buscar os touros.

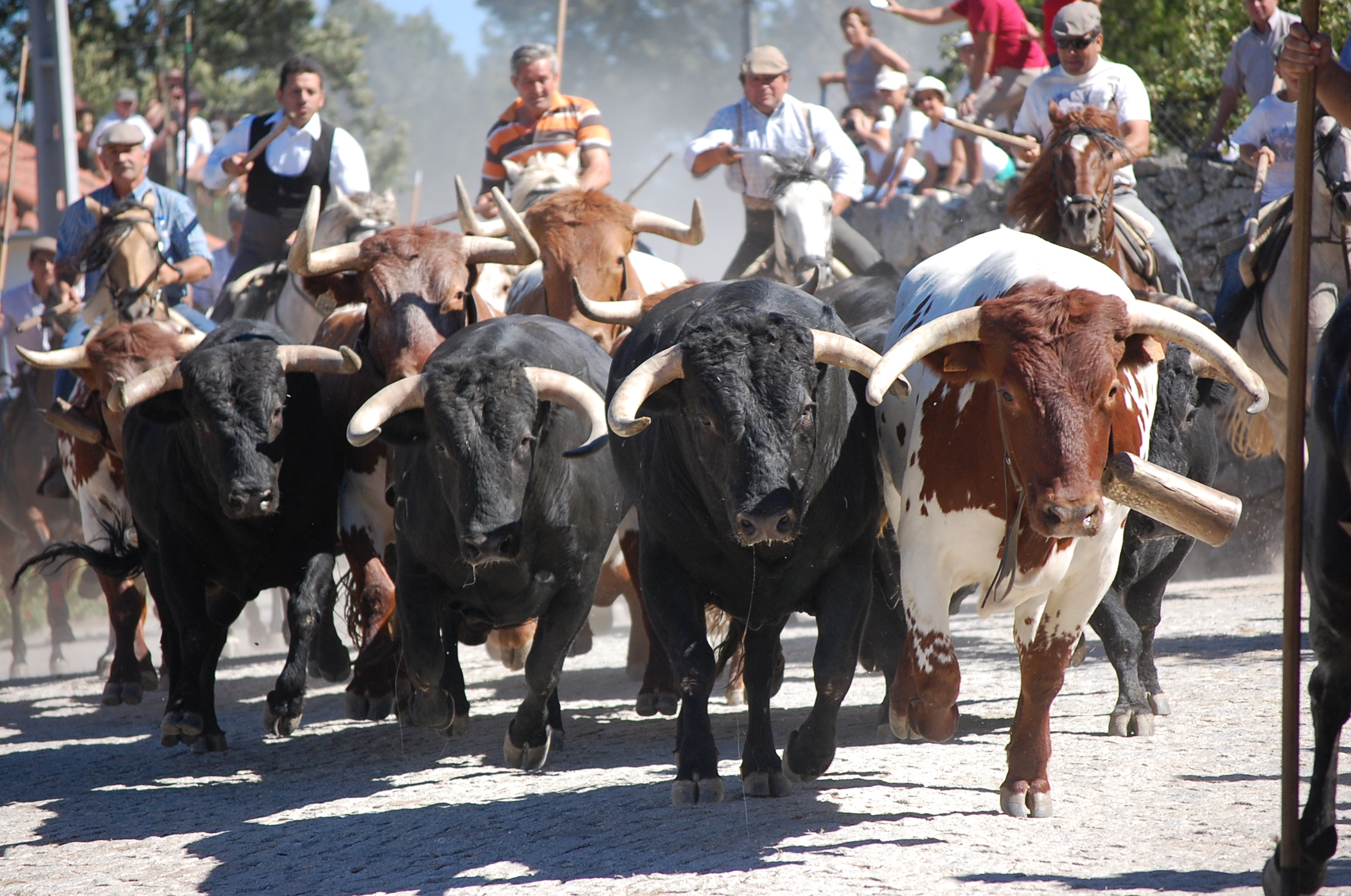
O "Encerro".

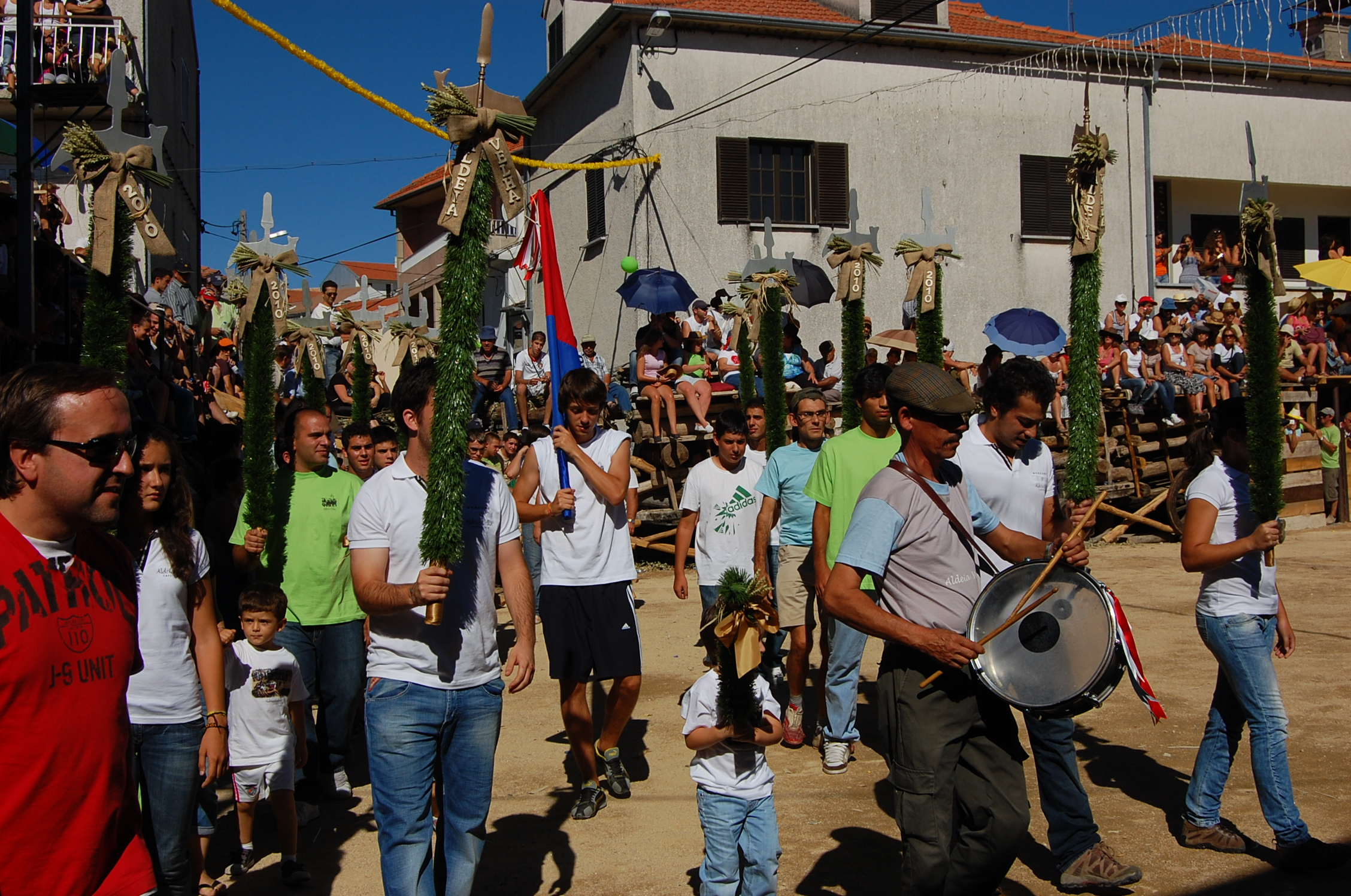
"Pedir a praça".

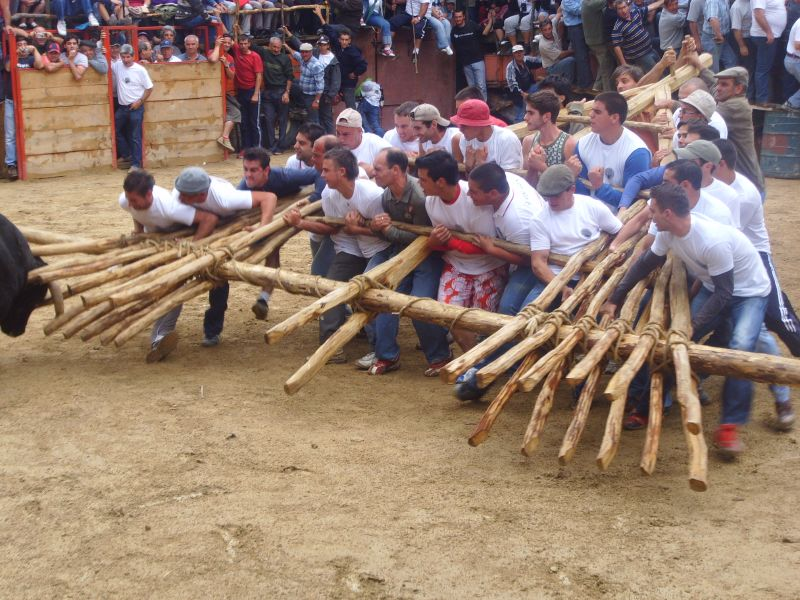
A "Capeia".

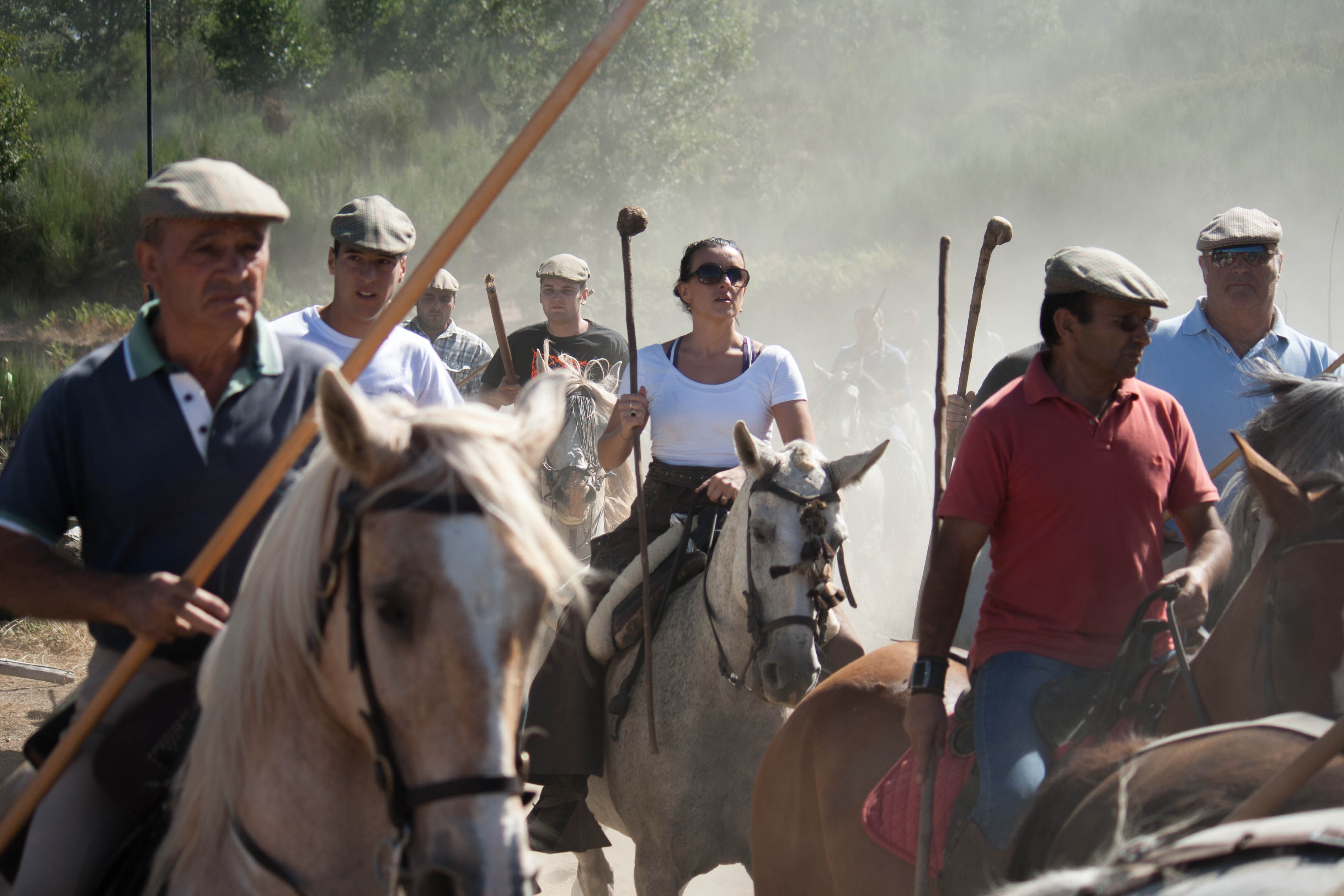
O "Desencerro".

A festa começa de manhã quando os habitantes, se apresentam no lameiro de onde serão escoltados os touros até à praça.
Começa um verdadeiro êxodo  nos campos próximos da fronteira espanhola. Objectivo: ir buscar os touros, que são alugados para o evento. Os cavaleiros experientes demonstram as suas habilidades, na arte da cavalaria e na escolta dos touros até à praça da aldeia (encerro). O tempo da escolta, varia com a habilidade dos cavaleiros e a reacção dos touros.
Empoleirados nas «cancelas» os espectadores esperam, impacientes, para ver passar o tropel, com medo e na expectativa que nenhum touro se escape.

### O Encerro
A entrada de cavaleiros e touros na praça ou no largo do corro é acompanhada de gritos dos espectadores. Momentos de incerteza, quando todos em monte entram e as pesadas portas se fecham quando da chegada dos touros. Um coro de palmas e gritos de encorajamento soa, não só para os cavaleiros mas também para os touros.
Os touros, sacodem as cabeças de uma maneira provocante, em atitude de desafio. As portas dos «curros» abrem-se, alguns habituados munidos de grandes varas encimadas de aguilhões, com a sua voz estridente entram na arena e forçam os touros a entrar no «curral». Isto por vezes demora mais que uma hora. Terminada esta acção, de novo um estridente bater de palmas se faz ouvir.
O «encerro» terminou. A emoção acalma, mas por curtos momentos, pois dentro de momentos tem lugar a «prova», onde será avaliada a valentia dos touros, através da lide de um exemplar.

### O Boi da Prova
Logo que a porta do curro é aberta, o touro entra na arena, em fúria, e corre em todos os sentidos na expectativa de cornar alguma das muitas pessoas que tentam a sua sorte ao passarem-lhe à frente do nariz.
De seguida vem o momento em que o forcão lhe é apresentado. O touro revela a sua casta, poucos minutos são o suficiente para que demonstre toda a sua garra. O forcão é encostado ao muro da arena, mais alguns minutos de folia e o touro é devolvido ao curro. A multidão aplaude efusivamente pois é neste touro que se colhem as impressões para aquilo que a capeia vai ser.

### O almoço
Perto das 13 horas os habitantes regressam a casa para o almoço.
A capeia arraiana é uma verdadeira festa. Vendedores ambulantes instalam-se junto à praça. Ao longo da estrada, os fumos e odores das carnes assadas misturam-se com os provenientes das casas da aldeia.

### Pedir a Praça
Um tamborileiro entra na arena seguido por cinco cavaleiros em apenas algumas aldeias, montando cavalos ornamentados para a ocasião.
Eis os mordomos, com o seus acessórios típicos: uma espécie de lenço bordado cai-lhes pelos ombros, empunham gloriosamente a insígnia respectiva. No seu encalce um aglomerado de pessoas em fileiras, que, acompanhando os mordomos, dá voltas de apresentação à arena.
Em fila indiana dirigem-se a um local da tribuna para fazer o pedido da praça a uma personalidade da aldeia. Um mordomo avança e faz um pedido oficial para que a capeia comece (pedido da praça).
A personalidade de honra, normalmente o presidente da junta de freguesia, ou outro habitante ilustre, levanta-se e improvisa um discurso no sentido de que o espectáculo decorra da melhor maneira, pedindo aos mordomos para que o touro seja respeitado. Antes de se sentar, autoriza que a capeia comece. A multidão manifesta o seu contentamento, são lançados foguetes e os cavaleiros em cavalgada dão várias voltas à arena em agradecimento. Terminada esta agitação abandonam a arena para a lide do primeiro touro chamado também "boi da prova".

### A Capeia
Uma trintena de homens entra na praça e pega no forcão.
Dois homens (habituados e com habilidade) os «rabixadores» (rabejadores) coordenam os movimentos de todo o grupo. São eles que impedem o touro de contornar o forcão e pôr em perigo os que o pegam nos flancos. Os homens de maior agilidade pegam à frente (à «galha»), no primeiro plano, fazendo frente ao touro apenas protegidos por umas quantas galhas de árvore dispostas astuciosamente em forquilha. É neste preciso momento que homens e touro rivalizam em coragem e astúcia para saírem vencedores do duelo.
Quando os pegadores avaliam que o touro deu o seu melhor, e num momento de desatenção do touro, retiram o forcão e colocam-no no seu lugar. Alguns homens (os mais corajosos) desafiam o touro, obrigando-o a correr em todos os sentidos, com o objectivo de o cansarem e confundirem para o conseguirem agarrar.
Das bancadas só se ouvem as palavras de encorajamento: «Agarrái-o, agarrái-o!»
Algumas vezes um homem atira-se à cabeça do touro. Em poucos segundos saem homens de todo o lado em ajuda ao aventureiro, imobilizando de imediato o touro pela força humana. Depois de alguns segundos nesta postura, o touro é libertado e os homens apressam-se a fugir para as barreiras, a fim de evitar ser vítimas de uma cornada. Fica apenas um homem que agarra firmemente o rabo do touro para que os outros se possam pôr a salvo, esperando o momento certo para que ele possa fazer o mesmo. Terminada esta tarefa o touro é conduzido aos currais.
O touro não é picado nem batido e no final sai da praça sem nenhuma ferida ou sangue visível.
Cinco outros touros são corridos da mesma maneira. No meio do espectáculo é introduzida uma vaquinha para que os mais pequenos possam mostrar também as suas habilidades na lide, existindo um forcão à sua medida. O efeito nos espectadores é o mesmo que para os adultos. As mães gritam para os encorajar, mas estão cheias de medo com o que possa acontecer aos seus filhos.
Quando o sexto animal entra no curral, já a tarde está no seu fim.

### O desencerro
Falta o momento culminante da corrida: «o desencerro». Os touros voltam aos campos escoltados pelos mesmos cavaleiros que participaram no «encerro».

## Património cultural imaterial
Desde 2011 a capeia arraiana encontra-se registada no Inventário Nacional do Património Cultural Imaterial do Instituto dos Museus e da Conservação.
No âmbito do processo de preservação desta tradição tauromáquica, a Câmara Municipal do Sabugal e a Junta de Freguesia de Aldeia da Ponte iniciaram o projecto de criação, nesta aldeia, de um Centro Interpretativo da Capeia.

## Galeria

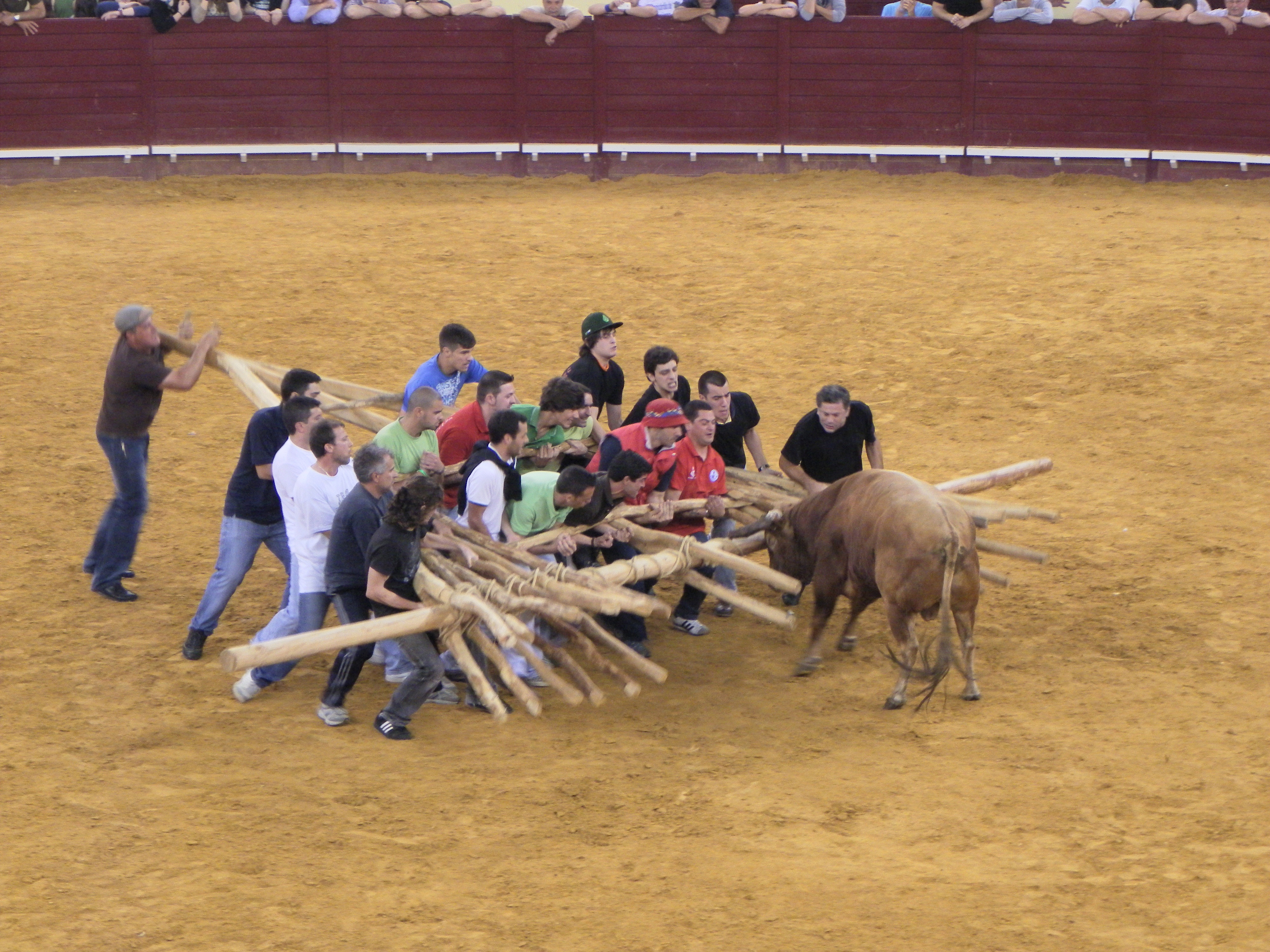
"Ó Forcão Rapazes" no Campo Pequeno
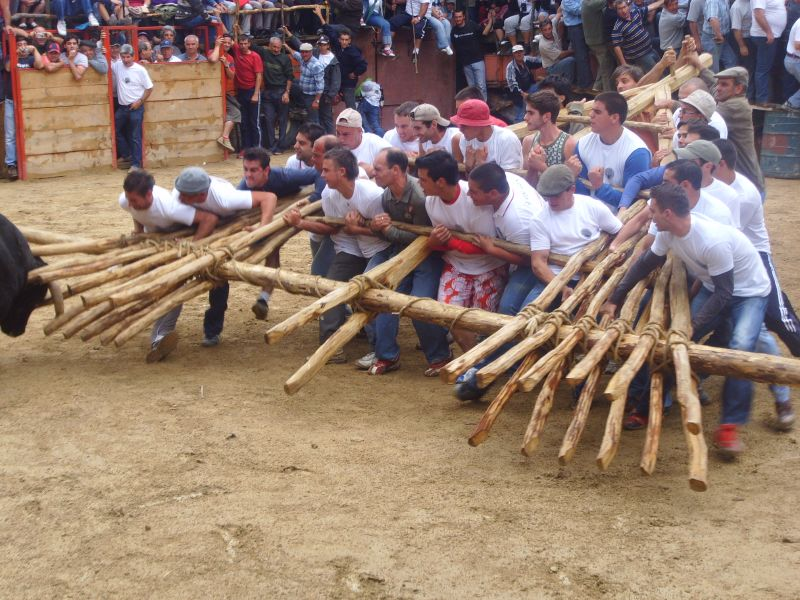
Capeia na Aldeia Velha
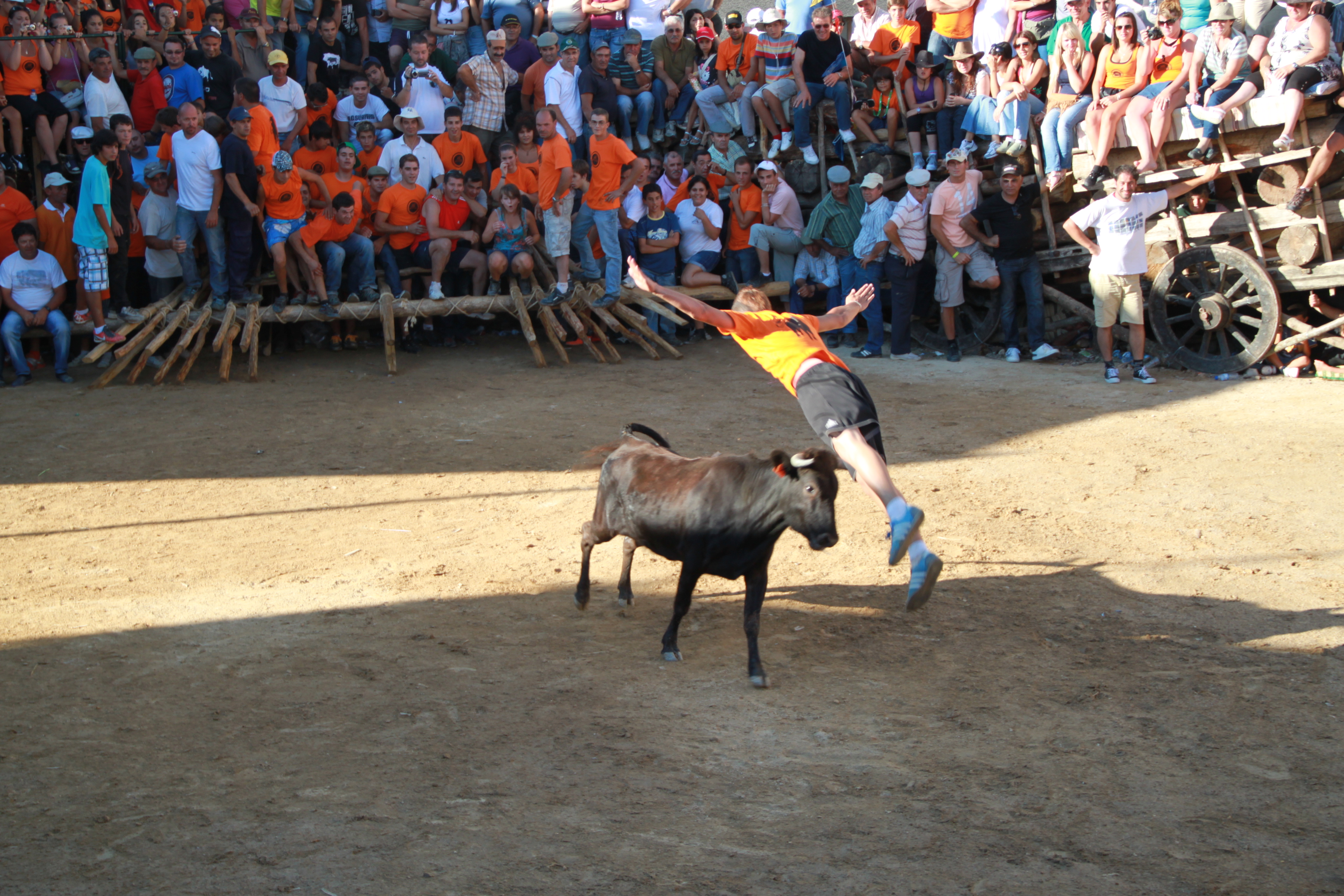
Saltando sobre o touro
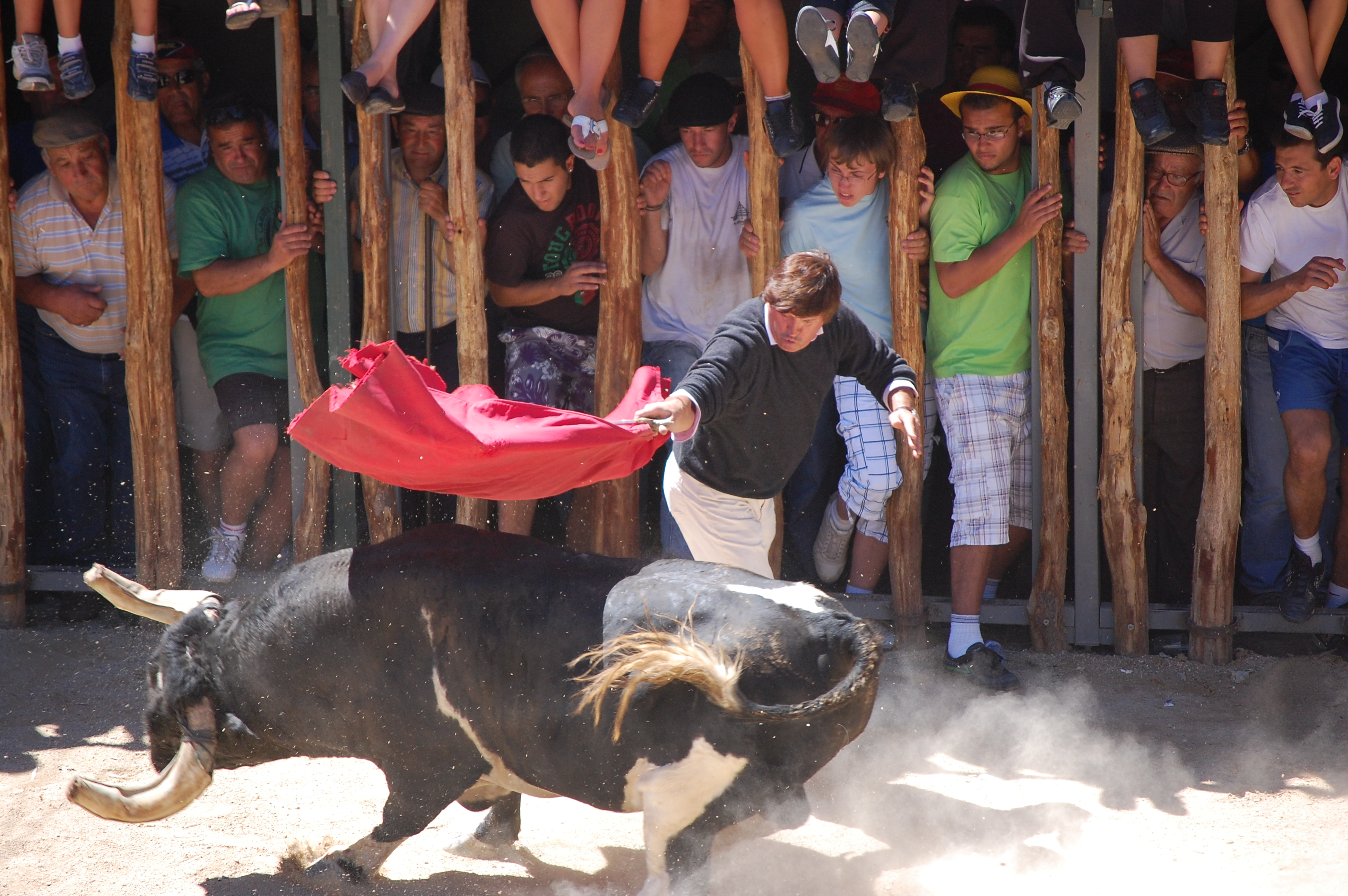
Um "capinha" espontâneo
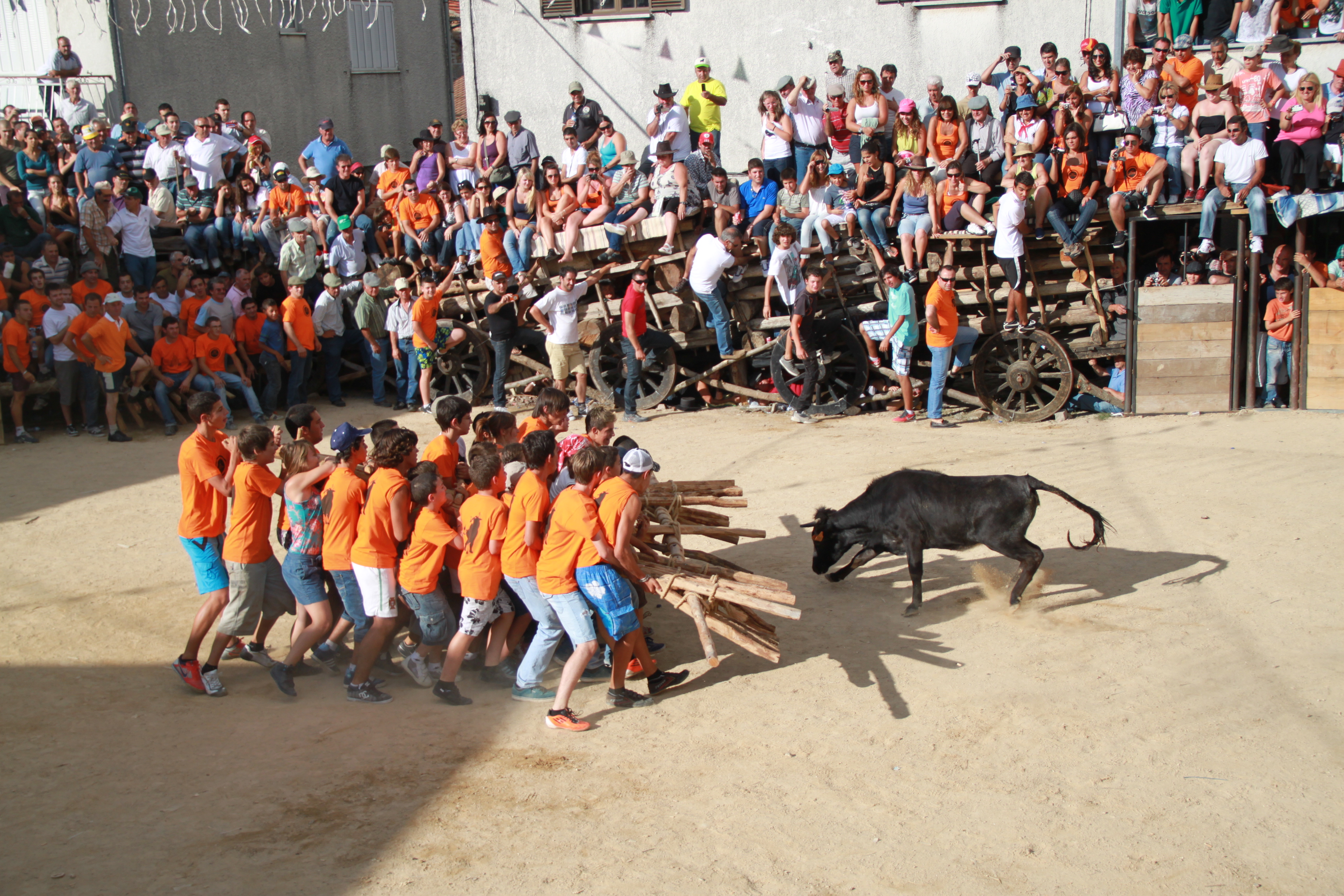
Começando de pequenino com uma vaquinha

## Locais e datas de realização
| Localidade      | Data                                               | Ocasião                                                 |
| --------------- | -------------------------------------------------- | ------------------------------------------------------- |
| Aldeia da Ponte | 15 de Agosto                                       | Festas de Santo António                                 |
| Aldeia do Bispo | 2° Segunda-Feira de Agosto                         | Festas de Nossa Senhora dos Milagres                    |
| Aldeia Velha    | 25 de Agosto                                       | Festas de São João Baptista (Mordomos de santo António) |
| Alfaiates       | 17 de Agosto                                       | Festas de Nossa Senhora da Póvoa (Sacaparte)            |
| Fóios           | Terça-Feira a seguir ao 3º fim de semana de Agosto | Festas de S. Pedro e Santíssimo Sacramento              |
| Forcalhos       | 3° Segunda-Feira de Agosto                         | Festas do Santíssimo Sacramento                         |
| Lageosa da Raia | 6 de Agosto                                        | Festas de Nossa Senhora das Neves                       |
| Nave            | Agosto                                             |                                                         |
| Ozendo          | Quarta-Feira a seguir ao 2º Domingo de Agosto      | Festas de Nossa Senhora de Fátima, Festas de São Gens   |
| Quadrazais      | 3 de Agosto                                        |                                                         |
| Rebolosa        | 9 de Agosto                                        | Festas de Santo António e Senhor dos Aflitos            |
| Soito           | 10 de Agosto                                       | Festas de São Cristóvão                                 |
| Vale de Espinho | 16 de Agosto                                       | Festa do Emigrante                                      |

Fonte: Rota das Capeias da Câmara Municipal do Sabugal 